# Hagbart Berg
Hagbart Berg (født 16. oktober 1874, død 1. marts 1936 i Slagelse) var en dansk postmester og politiker. Han sad i Folketinget for Venstre fra 1918 til 1924 og fra 1926 til 1929.
Berg var søn af lærer Jens Nikolaj Poulsen Berg (1827-1881) og Dorthe Marie Jensen (født Agergaard; 1835-1909). Familien var engageret i politik hvor både faren og farbroren C. Berg, som sad i Folketinget i mange år, var venstremænd. Berg var bror til seminarieforstander og kvindesagsforkæmper Birgitte Berg Nielsen. Han blev gift i 1907 med Kirsten Kirstine Jeppesen (1880-1957).
Berg blev født i Vandborg vest for Lemvig 16. oktober 1874. Han afsluttede sin skolegang med præliminæreksamen i 1891 og blev ansat i Postvæsenet som postekspedient i Lemvig i 1901. I 1921 blev han postmester i Bjerringbro og siden i 1926 i Ringkøbing og i 1932 i Slagelse.
Han var aktiv i politik hele livet, først i Venstrereformpartiet og senere i Venstre. Han var byrådsmedlem i Lemvig 1906-1908 og 1910-1918. Berg var formand for Venstres organisation i Lemvigkredsen fra 1913. Han stillede op ved folketingsvalget 1913 i Rudkøbingkredsen men tabte til P. Munch. Han stillede op og blev valgt i Lemvigkredsen ved folketingsvalget i 1918 idet kredsens hidtidige folketingsmedlem Elias Sandbæk for Venstre var død kort før valget. Han blev genvalgt indtil 1924 og var igen i Folketinget fra folketingsvalget 1926 til 1929. Han blev ikke valgt ved folketingsvalgene i 1929 og 1932 og stillede derefter ikke op igen.
Berg var formand for Venstres folketingsgruppe 1926-1929 og formand for Venstre i Jylland 1924-1927. Han var hovedbesyrelsesmedlem i Danmarks Afholdsforening 1928-1930.